# Nature Geoscience
Nature Geoscience es una revista científica mensual revisada por pares publicada por Nature Publishing Group. La editora jefe es Tamara Goldin, quien reemplazó a Heike Langenberg en febrero de 2020. Fue establecida en enero de 2008.

## Alcance
La revista cubre todos los aspectos de las ciencias de la Tierra, incluida la investigación teórica, el modelado y el trabajo de campo. También se publican importantes trabajos relacionados en otros campos, como la ciencia atmosférica, la geología, la geofísica, la climatología, la oceanografía, la paleontología y la ciencia espacial.

## Resumen e indexación
La revista está resumida e indexada por:
- CAB Abstracts
- CASSI
- SCIE
- Current Contents /Ciencias Físicas, Químicas y de la Tierra
- GeoRef

Según Journal Citation Reports, la revista tenía un factor de impacto en 2020 de 16.908.